# Мемориальный дом-музей П. П. Бажова
Мемориа́льный дом-музе́й П. П. Бажо́ва — дом-музей в Екатеринбурге, в котором жил уральский писатель Павел Петрович Бажов.

## История и описание
Этот дом выстроил сам Павел Петрович Бажов около ста лет назад. Все свои произведения, в том числе самую известную книгу сказов писателя «Малахитовая шкатулка» (1939 год), «Дальнее-близкое» (1949 год), Бажов написал в этом доме, на углу улиц Архиерейской (нынешней Чапаева) и Болотной (нынешней Большакова).
С 1906 года, до постройки нового дома, Бажов жил в не сохранившемся до нынешнего времени небольшом доме на той же Болотной улице, недалеко от перекрёстка. В 1911 году Бажов начал строить свой дом. С 1914 года, до отъезда в Камышлов, семья Бажовых жила в нём. В октябре 1923 года Павел Петрович вернулся в этот дом и жил здесь до конца своей жизни.
После ухода из жизни писателя, до 1968 года, в доме жила его жена — Валентина Александровна.

## Экспозиция
Музей основан решением исполкома городского совета от 22 марта 1966 года и приказом по министерству культуры РСФСР № 117 от 1 марта 1967 года — об организации музея П. П. Бажова в Свердловске. Особенность музея состоит в том, что в доме всё осталось — как при жизни хозяина. В течение 1968 года музей принял 16 000 посетителей, в 1979 году — 33 000 посетителей.
Музей вошёл в состав Объединённого музея писателей Урала.

## Описание
На улицу Чапаева (Архиерейскую) дом обращён парадным деревянным крыльцом и тремя окнами, на улицу Большакова (Болотную) — пятью окнами в простых наличниках. Дом включает в себя четыре комнаты, кухню и прихожую, ведущую в кабинет Павла Петровича, который одновременно является спальней старших Бажовых. В кабинете Павел Петрович принимал многочисленных посетителей. Столовая находилась в помещении напротив кабинета.
По конструкции дом — одноэтажный, бревенчатый, на кирпичном цоколе. Рядом с домом сохранился сад, где всё было высажено самими Бажовыми, с липами, берёзами, яблонями, сиренью, черёмухой и вишней, огород, столик под липой, за которым писатель часто принимал своих гостей, любимые писателем скамейки под рябиной, дворовые постройки.
Библиотека Бажова включает в себя около 2000 книг, многие из которых имеют автографы близких и знакомых Бажову писателей.

Экспозиции музея
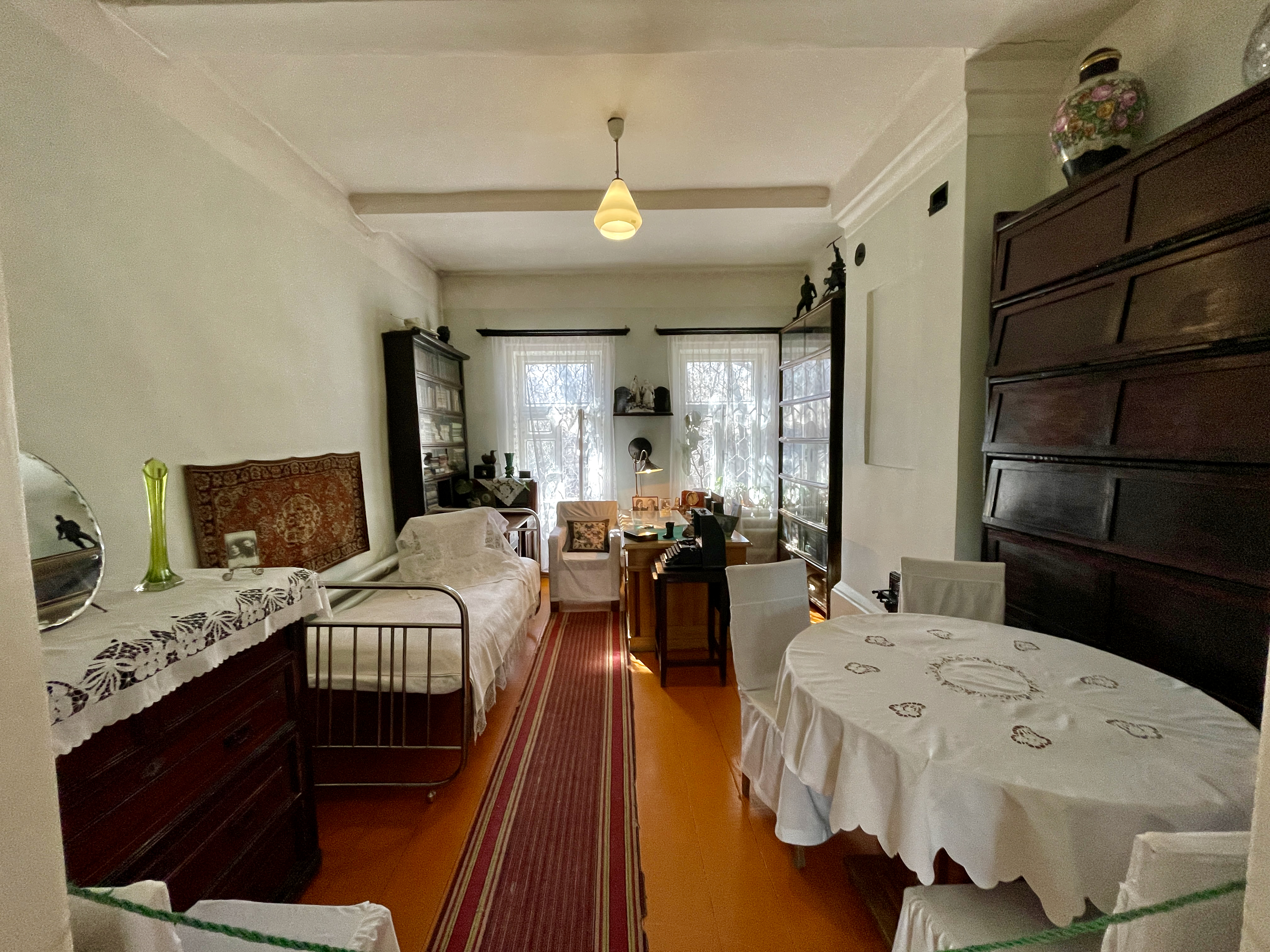
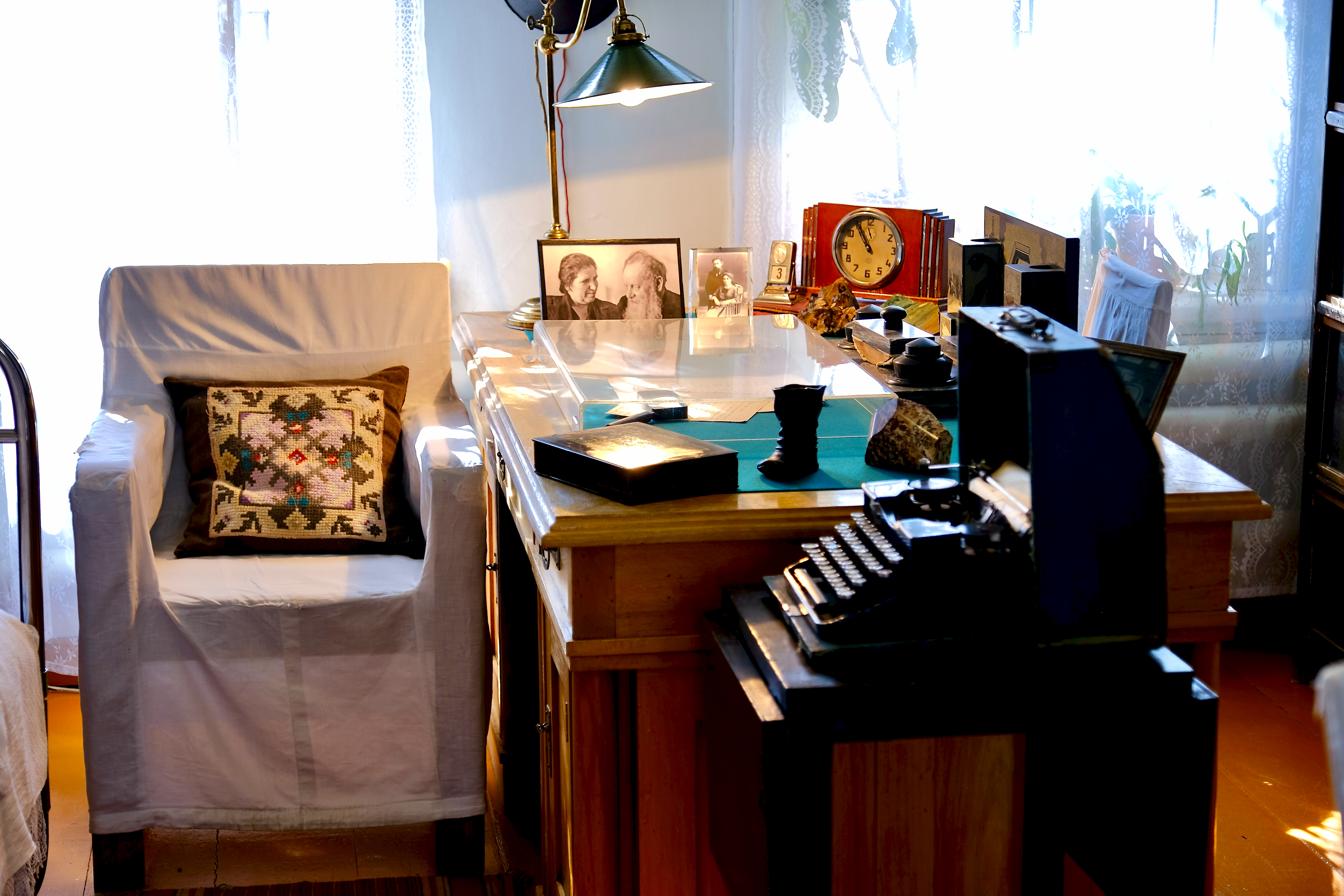
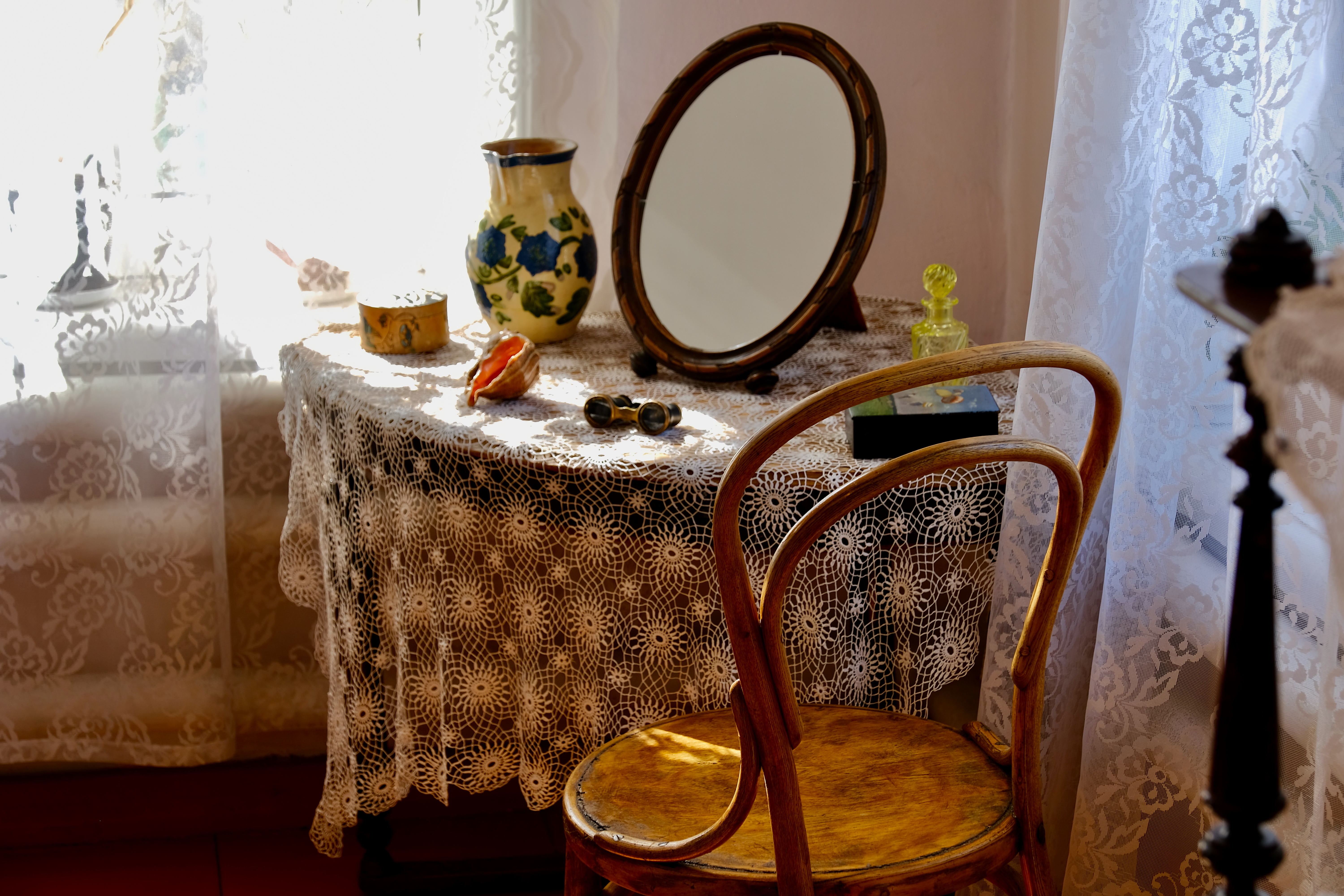
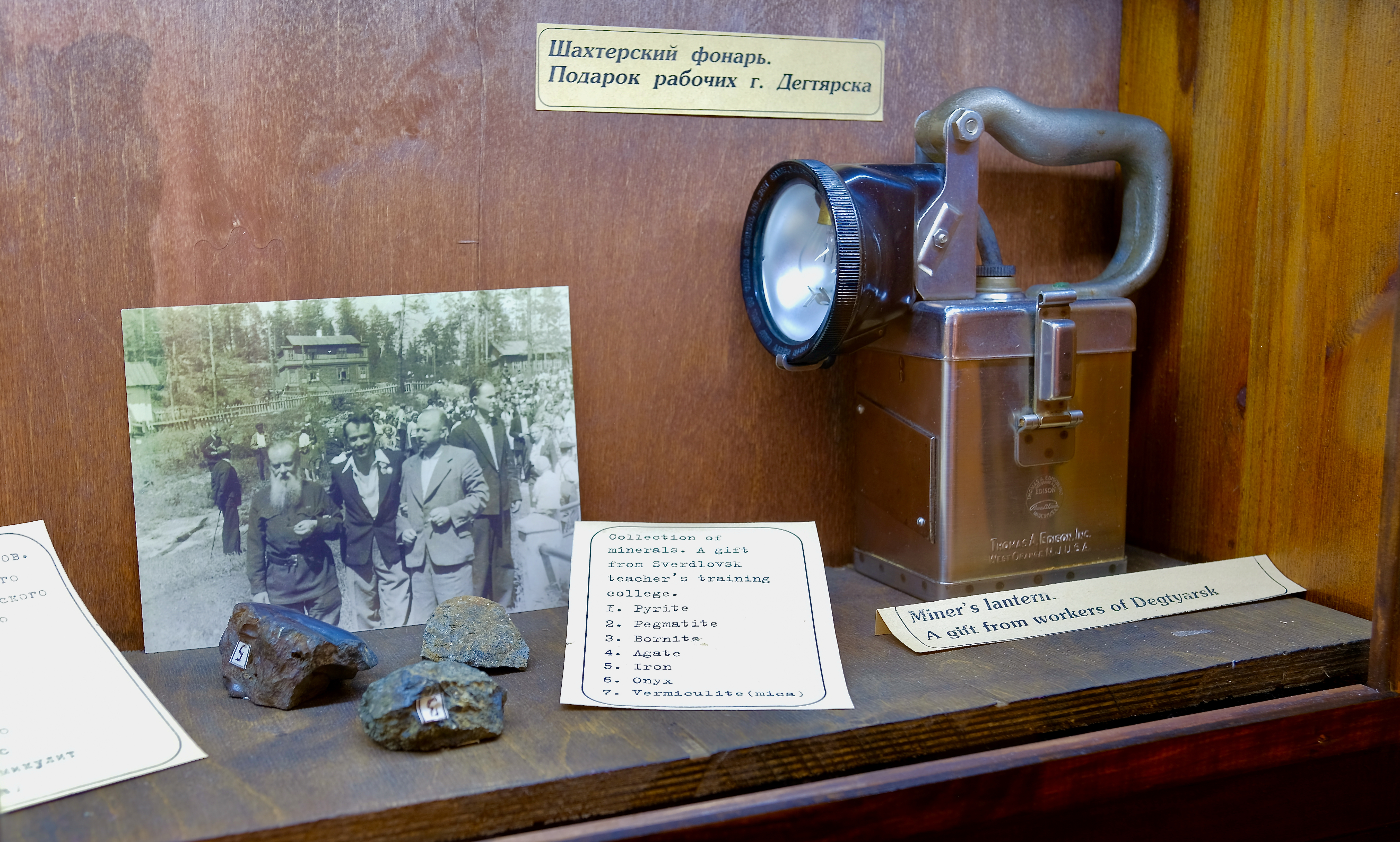
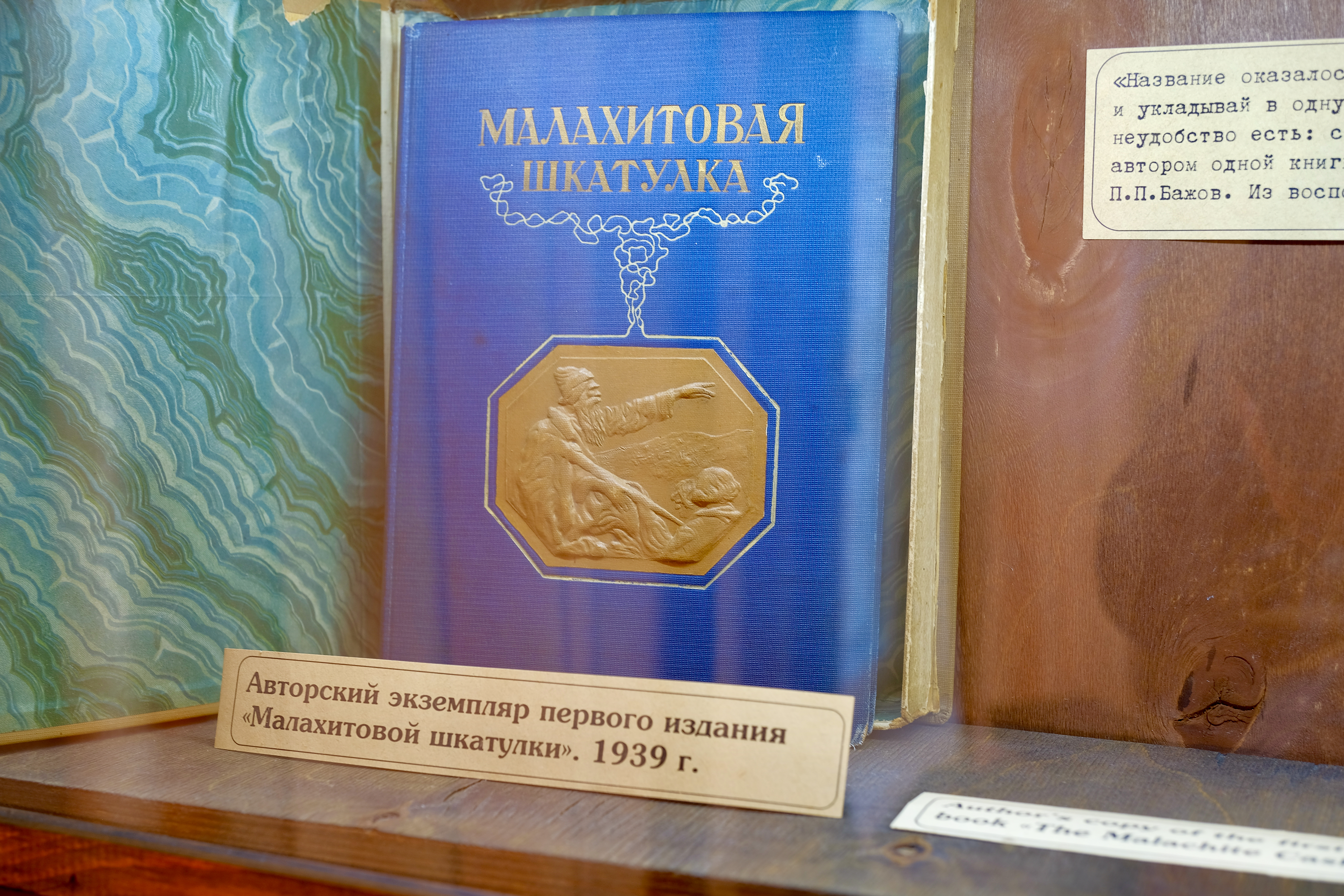
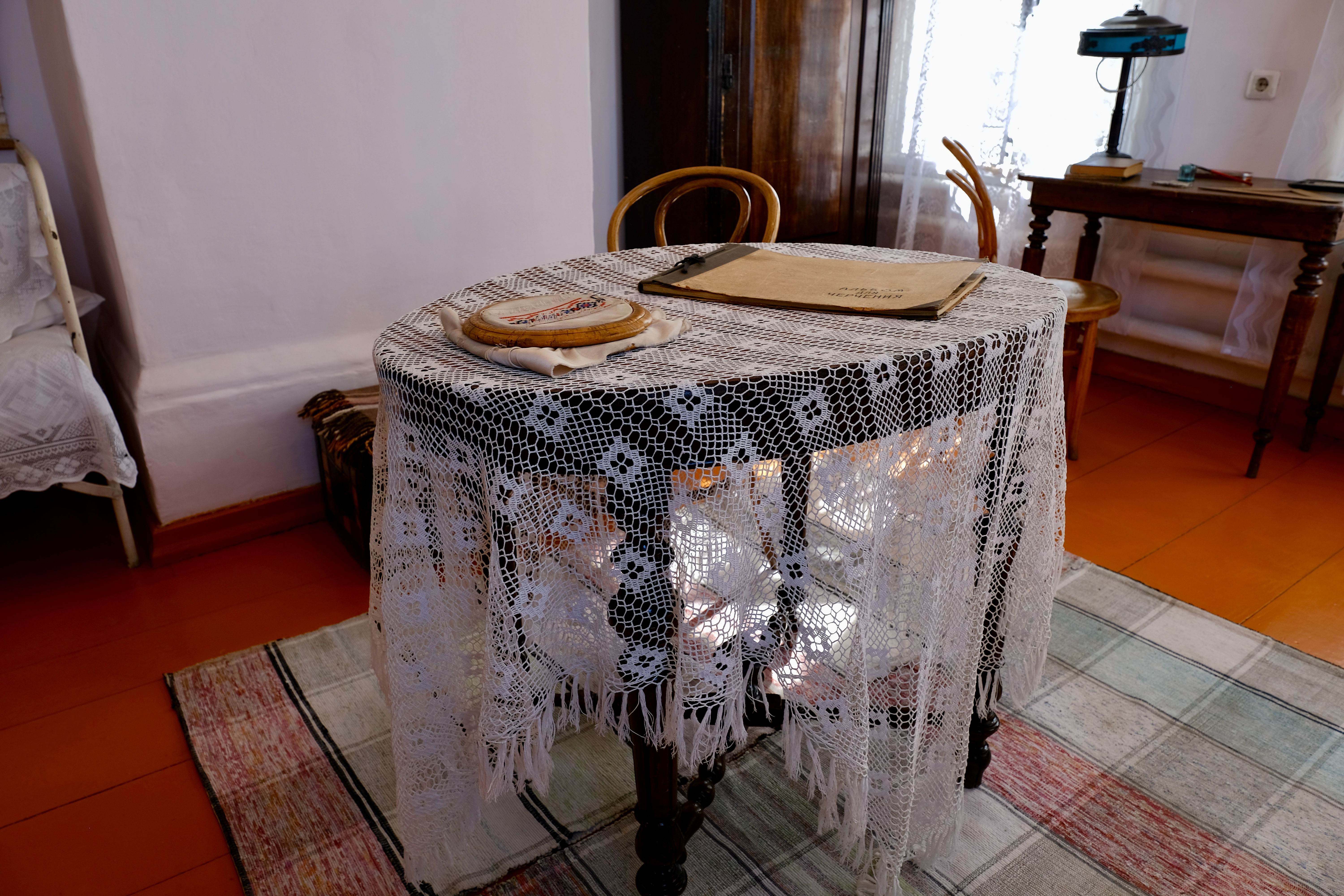
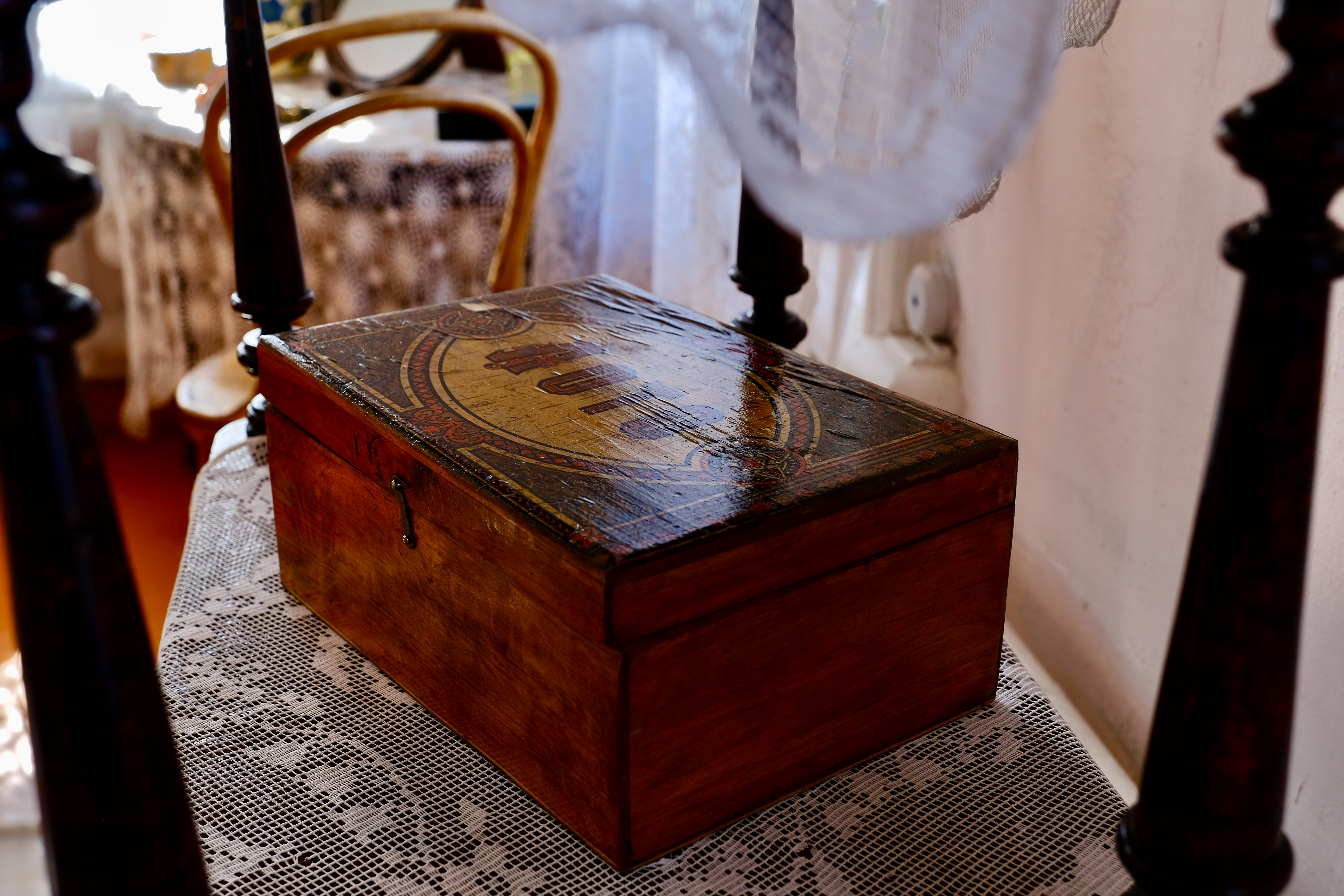